# Klaas de Gier
Klaas de Gier (4 juli 1915 - Vuren, 10 augustus 1999) was een predikant binnen de Gereformeerde Gemeenten en ook lange tijd rector van de Theologische School van dit kerkverband.

## Biografie
Klaas de Gier werd op 4 juli 1915 geboren. Hij studeerde enkele jaren geneeskunde aan de Rijksuniversiteit Utrecht, waarna hij aan de Theologische School van de Gereformeerde Gemeenten in Rotterdam studeerde. Hij diende de gereformeerde gemeenten van Lisse (1948), Den Haag-Centrum (1953), Arnhem (1975) en opnieuw Den Haag-Centrum van 1980 tot zijn emeritaat op 1 november 1997.
De belangrijkste nevenfunctie van ds. De Gier was zijn docentschap aan de opleiding in Rotterdam, van 1960 tot 1995. Zijn specialisme was het gereformeerd kerkrecht, waarover hij een drietal boeken publiceerde. Van 1969 tot 1995 was De Gier tevens rector van de Theologische School.
De Gier had verder diverse functies in zowel het kerkelijk leven als het onderwijs. Zo was hij van 1969 tot 1985 hoofdredacteur van De Saambinder, het weekblad van de Gereformeerde Gemeenten. Hij maakte deel uit van onder meer de deputaatschappen buitenlandse kerken en algemene kerkelijke zaken, was van 1969 tot 1980 voorzitter van de Vereniging voor Gereformeerd Schoolonderwijs (VGS) en van 1954 tot 1975 bestuurslid van De Driestar.
De Gier overleed op 84-jarige leeftijd in zijn geboortedorp Vuren.

## Boeken
- De Dordtse Kerkorde, een praktische verklaring. ISBN 9789033115882. 1989[2], 3e druk: 2001.
- Toelichting op de Nederlandse Geloofsbelijdenis. ISBN 9789033105364. 195X, 3e druk: 1986
- Beproefd en gelouterd. ISBN 9789033112416. 1989